# Holmsjön (Österåkers socken, Uppland)
Holmsjön är en sjö i Österåkers kommun i Uppland och ingår i Norrtäljeån-Åkerströms kustområde. Sjön har en area på 0,0663 kvadratkilometer och ligger 38,1 meter över havet.

## Delavrinningsområde
Holmsjön ingår i det delavrinningsområde (660867-165265) som SMHI kallar för Inloppet i Viren. Medelhöjden är 45 meter över havet och ytan är 27,37 kvadratkilometer. Det finns ett avrinningsområde uppströms, och räknas det in blir den ackumulerade arean 40,96 kvadratkilometer. Avrinningsområdets utflöde Loån mynnar i havet. Avrinningsområdet består mestadels av skog (85 procent). Avrinningsområdet har 0,91 kvadratkilometer vattenytor vilket ger det en sjöprocent på 3,3 procent. Bebyggelsen i området täcker en yta av 0,39 kvadratkilometer eller 1 procent av avrinningsområdet.